# Tsarkvitsa (Sjoemen)
Tsarkvitsa (Bulgaars: Църквица) is een dorp in het oosten van Bulgarije. Het dorp ligt in de gemeente Nikola Kozlevo, oblast Sjoemen. Het dorp ligt hemelsbreed ongeveer 30 km ten noordoosten van Sjoemen en 324 km ten noordoosten van Sofia.

## Bevolking
Het dorp Tsarkvitsa had bij een schatting van 2020 een inwoneraantal van 697 personen. Dit waren 80 mensen (13%) meer dan bij de officiële census van februari 2011. De gemiddelde jaarlijkse groei in die periode komt daarmee uit op 1,2%, hetgeen hoger is dan het landelijk jaarlijks gemiddelde over deze periode (-0,63%).
| Bevolkingsontwikkeling van Tsarkvitsa tussen 1934 en 2020 |
| --------------------------------------------------------- |
|                                                           |
| ■ Volkstellingen ■ Schatting                              |

In het dorp wonen grotendeels etnische Roma. In 2011 identificeerden 378 van de 605 ondervraagden zichzelf als etnische Roma, oftewel 62,5% van alle ondervraagden. De overige ondervraagden noemden zichzelf vooral etnische Turken (220 personen, oftewel 36,4%) of etnische Bulgaren (4 personen, 0,7%).
| Etnische samenstelling van de respondenten (2011) | Etnische samenstelling van de respondenten (2011) | Etnische samenstelling van de respondenten (2011) | Etnische samenstelling van de respondenten (2011) | Etnische samenstelling van de respondenten (2011) |
| ------------------------------------------------- | ------------------------------------------------- | ------------------------------------------------- | ------------------------------------------------- | ------------------------------------------------- |
|                                                   |                                                   |                                                   |                                                   |                                                   |
| Bulgaren                                          | Bulgaren                                          |                                                   | 0,7%                                              | 0,7%                                              |
| Turken                                            | Turken                                            |                                                   | 36,4%                                             | 36,4%                                             |
| Roma                                              | Roma                                              |                                                   | 62,5%                                             | 62,5%                                             |
| Anders/Onbekend                                   | Anders/Onbekend                                   |                                                   | 0,4%                                              | 0,4%                                              |

Van de 617 inwoners die in februari 2011 werden geregistreerd, waren er 145 jonger dan 15 jaar oud (23,5%), gevolgd door 391 personen tussen de 15-64 jaar oud (63,4%) en 81 personen van 65 jaar of ouder (13,1%).